# 雷维尔欧布瓦
雷维尔欧布瓦（法語：Réville-aux-Bois，法語發音：[ʁevil o bwa]）是法国默兹省的一个市镇，属于凡尔登区。

## 地理
雷维尔欧布瓦（49°20'48"N, 5°21'27"E）面积11.03 平方千米，位于法国大東部大區默兹省，该省份为法国西北部内陆省份，北与比利时接壤，西接马恩省和阿登省，南至上马恩省和孚日省，东临默尔特-摩泽尔省。
与雷维尔欧布瓦接壤的市镇（或旧市镇、城区）包括：孔桑瓦、当维莱、凡尔登地区埃屈雷、埃特赖、珀维莱尔、默兹河畔锡夫里、维洛讷-阿罗蒙。

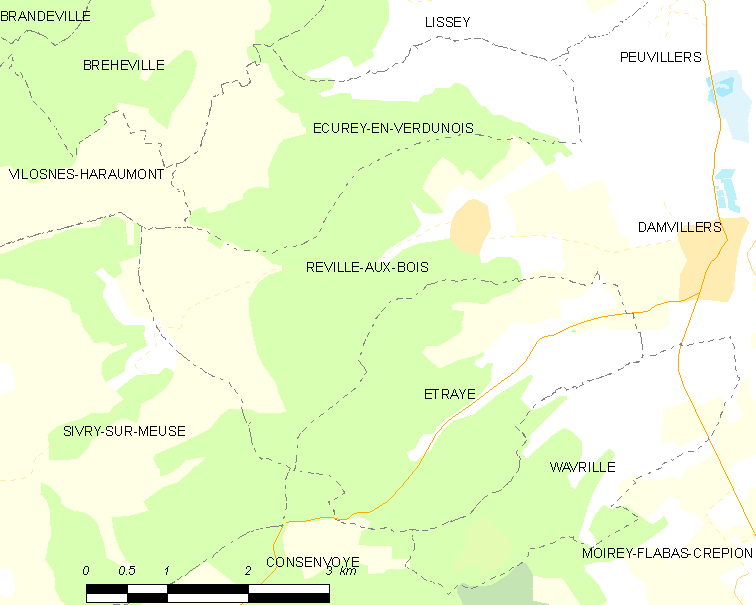
雷维尔欧布瓦的OSM定位图

雷维尔欧布瓦的时区为UTC+01:00、UTC+02:00（夏令时）。

## 行政
雷维尔欧布瓦的邮政编码为55150，INSEE市镇编码为55428。

## 政治
雷维尔欧布瓦所属的省级选区为蒙梅迪县。

## 人口

1962-2008年间雷维尔欧布瓦人口变化图示

雷维尔欧布瓦于2022年1月1日时的人口数量为130人。